# Windows 7
Windows 7 es una versión descontinuada de Microsoft Windows, línea de sistemas operativos producida por Microsoft Corporation. Se lanzó en octubre de 2009 siendo el sucesor de Windows Vista , Esta versión estaba diseñada para uso en PC, incluyendo equipos de escritorio en hogares y oficinas, equipos portátiles, tabletas, netbooks y equipos multimedia, En febrero de 2018, tenía una cuota de mercado de 41,51 %, y fue superado por Windows 10 que ya tenía un 43,95 % de la cuota de mercado, Su Nombre clave inicial fue Vienna.
A diferencia del gran salto arquitectónico y de características que sufrió su antecesor Windows Vista con respecto a Windows XP, Windows 7 fue concebido como una actualización incremental y focalizada de Vista y su núcleo NT 6.0, lo que permitió mantener cierto grado de compatibilidad con aplicaciones y hardware en los que este ya era compatible. Sin embargo, entre las metas de desarrollo para Windows 7 se dio importancia a mejorar su interfaz para volverla más accesible al usuario e incluir nuevas características que permitieran hacer tareas de una manera más fácil y rápida, al mismo tiempo que se realizarían esfuerzos para lograr un sistema más ligero, estable y rápido.
Diversas presentaciones ofrecidas por la compañía en 2008 se enfocaron en demostrar capacidades multitáctiles, una interfaz rediseñada junto con una nueva barra de tareas y un sistema de redes domésticas simplificado y fácil de usar denominado «Grupo en el hogar», además de importantes mejoras en el rendimiento general del sistema operativo.
Finalmente, en el 14 de enero de 2020 Microsoft anunció el fin del soporte técnico de Windows 7 tras 10 años de historia.

## Características
Windows 7 incluía varias características nuevas, como mejoras en el reconocimiento de escritura a mano, soporte para discos duros virtuales, rendimiento mejorado en procesadores multinúcleo, mejor rendimiento de arranque, DirectAccess y mejoras en el núcleo. Windows 7 añadió soporte para sistemas que utilizan múltiples tarjetas gráficas de proveedores distintos (heterogeneous multi-adapter o multi-GPU), una nueva versión de Windows Media Center y un gadget, y aplicaciones como Paint, WordPad y la calculadora rediseñadas. Se añadieron varios elementos al Panel de control, como un asistente para calibrar el color de la pantalla, un calibrador de texto ClearType, Solución de problemas, Ubicación y otros sensores, Administrador de credenciales, iconos en el área de notificación, entre otros. El Centro de Seguridad de Windows se llama aquí Centro de actividades, y se integraron en él las categorías de seguridad y el mantenimiento del equipo.
La barra de tareas fue rediseñada, es más ancha, y los botones de las ventanas ya no traen texto, sino únicamente el icono de la aplicación. Estos cambios se hacen para mejorar el desempeño en sistemas de pantalla táctil. Estos iconos se han integrado con la barra «Inicio rápido» usada en versiones anteriores de Windows, y las ventanas abiertas se muestran agrupadas en un único icono de aplicación con un borde, que indica que están abiertas. Los accesos directos sin abrir no tienen un borde. También se colocó un botón para mostrar el escritorio en el extremo derecho de la barra de tareas, que permite ver el escritorio al posar el puntero del ratón por encima.
Se añadieron las «Bibliotecas», que son carpetas virtuales que agregan el contenido de varias carpetas y las muestran en una sola vista. Por ejemplo, las carpetas agregadas en la biblioteca «Vídeos» son: «Mis vídeos» y «Vídeos públicos», aunque se pueden agregar más, manualmente. Sirven para clasificar los diferentes tipos de archivos (documentos, música, vídeos, imágenes).
Una característica llamada «Jump lists» guarda una lista de los archivos abiertos recientemente. Haciendo clic derecho a cualquier aplicación de la barra de tareas aparece una jump list, donde se pueden hacer tareas sencillas según la aplicación. Por ejemplo, abrir documentos recientes de Office, abrir pestañas recientes de Internet Explorer, escoger listas de reproducción en el reproductor, cambiar el estado en Windows Live Messenger y anclar sitios o documentos.

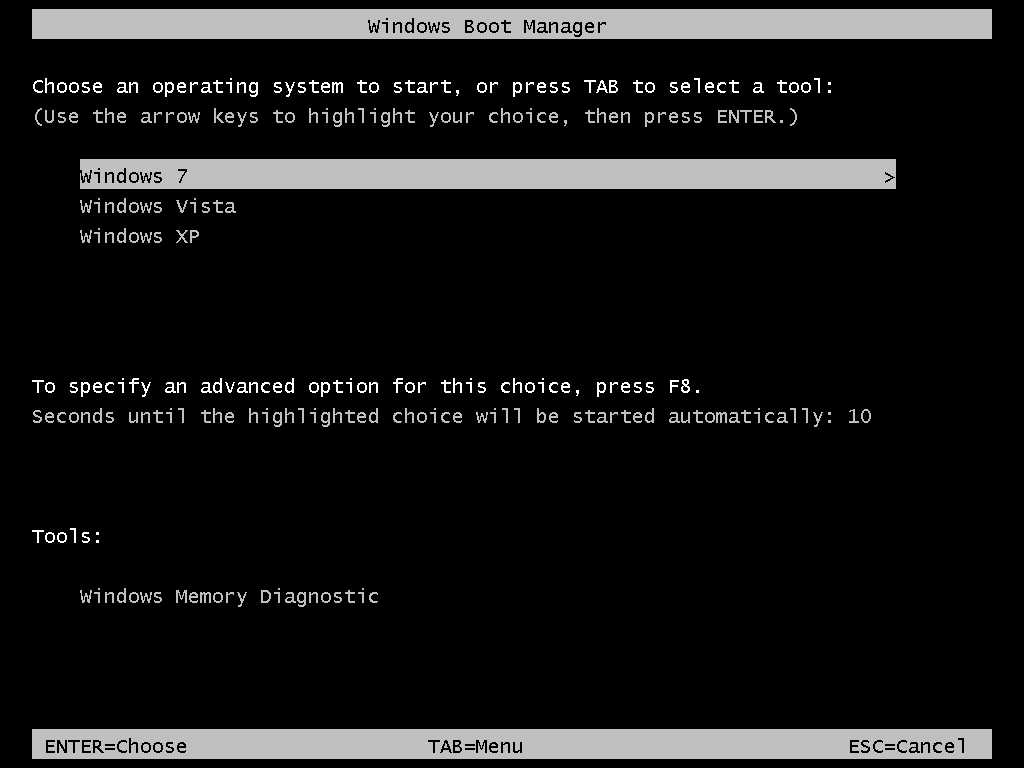
Windows Boot Manager (Área de clic del acceso directo del escritorio de Windows 7) con Windows 7,Vista y XP

### Interfaz
El equipo de desarrollo de la interfaz Ribbon de Microsoft Office 2007 formó parte activa en el rediseño de algunos programas y características de Windows 7, y dicha interfaz se incluyó en las herramientas Paint, Wordpad y Calculadora.

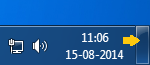
Área de clic del acceso directo del escritorio de Windows 7

Windows 7 permite la personalización del equipo, al guardar temas completos, lo que incluye color de ventanas, imágenes incluidas, conjunto de sonidos, incluso protector de pantalla (las anteriores versiones se limitaban simplemente al color de las ventanas).
- La calculadora, que anteriormente solo disponía de funciones científicas y estándares en otras versiones (desde Windows 95 hasta Windows Vista), incluye funciones propias de programación y de estadística. Además, permite convertir entre unidades del Sistema Internacional de Unidades y el sistema anglosajón; cálculo entre fechas y hojas de cálculo para hipoteca, alquiler de vehículos y consumos de combustible. Al igual que en las calculadoras reales, guarda la secuencia de operaciones realizadas por el usuario.

- La barra lateral de Windows, más conocida como Windows Sidebar, se ha eliminado; los gadgets se pueden ubicar libremente en cualquier lugar del escritorio, ya sea en el lado derecho, izquierdo, arriba o abajo, sin contar con la Sidebar. Microsoft recomienda desactivarlo para evitar vulnerabilidades.

- Reproductor de Windows Media 12 es el nuevo reproductor multimedios, incluido como estándar en las versiones de Windows 7. A diferencia de sus otras versiones, deja de tener una ubicación fija para los controles más básicos (como Reproducir, Detener, Repetir, Volumen y la barra buscadora), la cual se desvanece en tanto se retira el puntero del ratón. Ahora incluye tres simples pestañas para reproducir, grabar discos o sincronizar a dispositivos; además de manejar formatos ajenos a la empresa, como MOV, MP4, xvid y divx, entre otros, pero los archivos OGG requieren de un codec descargable por separado. En cambio, es la primera versión del programa que no aparecerá en versiones anteriores de Windows[12] y la primera que no maneja los metadatos de los archivos (como la adición de letra a las canciones). Versiones N del sistema operativo no lo incluirán, por lo que tendrán que descargarse separadamente.

- Aero Peek: Las previsualizaciones de Windows Aero se han mejorado y son más interactivas y útiles. Cuando se posa el ratón sobre una aplicación abierta, este muestra una previsualización de la ventana, donde muestra el nombre, la previsualización y la opción de cerrarla; además, si se coloca el ratón sobre la previsualización, se obtiene una mirada a pantalla completa y al quitarlo se regresa al punto anterior. Además se incorporó esta misma característica a Windows Flip.
- Aero Shake: Cuando se tienen varias ventanas abiertas, al hacer clic sostenido en la barra de título y agitarla, las otras ventanas abiertas se minimizan. Al repetir esta acción, las ventanas vuelven a su ubicación anterior.
- Windows Flip 3D es una función de Windows Aero que mejora la función Windows Flip; muestra, a través de un efecto en 3D, las ventanas abiertas y permite así una búsqueda más rápida y eficaz en múltiples ventanas. A diferencia de la opción Windows Flip, que se activa con Alt+Tab ↹, esta función se activa con la combinación ⊞ Win+Tab ↹. Además, mejora la función de las teclas Alt+Tab ↹, la cual muestra una miniventana en tiempo real de las aplicaciones en ejecución (característica ya incluida en Windows Vista).
- Aero Snap: Consiste en que al mover una ventana hacia los laterales de la pantalla, la ventana se ajusta automáticamente a la mitad del escritorio. Si se mueve al borde superior, la ventana se maximiza, y se restaura al arrastrarla ligeramente hacia abajo. Esto es útil para ver o intercambiar el contenido de dos ventanas simultáneamente, pero no es muy funcional con resoluciones de pantalla demasiado bajas. Este mismo método se puede realizar con las siguientes combinaciones de teclas (También en Windows 8):
  - Maximizar: ⊞ Win+↑
    - Lado Izquierdo: ⊞ Win+←
    - Lado Derecho: ⊞ Win+→

  - Minimiz. tamaño: ⊞ Win+↓
  - Anclaje: En Windows 7 es posible anclar los programas favoritos en la barra de tareas para facilitar su acceso. Existen dos maneras de hacerlo:
    - Arrastrando el icono del programa o archivo hacia la barra de tareas.
    - Cuando se esté ejecutando el programa en la barra de tareas, pulsar el botón secundario del mouse y seleccionar la opción Anclar. Internet Explorer 9 permite, además, anclar páginas favoritas de la misma forma en la barra de tareas.

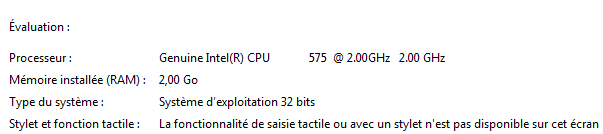
Configuración de Windows 7

### Multitáctil
El 27 de mayo de 2008, Steve Ballmer y Bill Gates, en la conferencia «D6: All Things Digital», dieron a conocer la nueva interfaz multitáctil, y dijeron que era «sólo una pequeña parte» de lo que vendría con Windows 7. Más tarde, Julie Larson Green, vicepresidente corporativa, mostró posibles usos, como hacer dibujos en Paint, agrandar o reducir fotos y recorrer un mapa en Internet, arrastrar y abrir elementos, simplemente con toques en la pantalla.

### Windows Anytime Upgrade
Es el método de actualizar Windows incluido en Windows Vista y también en Windows 7. El usuario introduce un código en la aplicación, que en 10 minutos permitirá tener una versión más avanzada de Windows. El pack de actualización se compra a través de Microsoft Store o con el fabricante OEM.

## Pantalla Azul de la Muerte (BSOD)
La Pantalla Azul de la Muerte (BSOD – *Blue Screen of Death*) en Windows 7 es una pantalla de error crítico que aparece cuando el sistema encuentra un fallo grave del que no puede recuperarse.  
Su propósito es detener inmediatamente el equipo para evitar daños en el hardware o pérdida de datos.

### Características del BSOD en Windows 7
- Muestra un fondo azul con texto blanco explicando el error.
- Incluye un mensaje técnico y, en algunos casos, el nombre del controlador o archivo que causó la falla.

### Causas comunes
- Drivers defectuosos o incompatibles.
- Fallos de hardware como memoria RAM dañada o disco duro con sectores defectuosos.
- Archivos de sistema corruptos.
- Configuraciones incorrectas en la BIOS o overclock inestable.

### Métodos de solución
- Iniciar en Modo seguro y desinstalar drivers o programas problemáticos.
- Usar Restaurar sistema o la herramienta de reparación de inicio.
- Ejecutar utilidades como chkdsk o sfc /scannow.
- Verificar la memoria RAM con el diagnóstico de Windows.

### Imagen ilustrativa

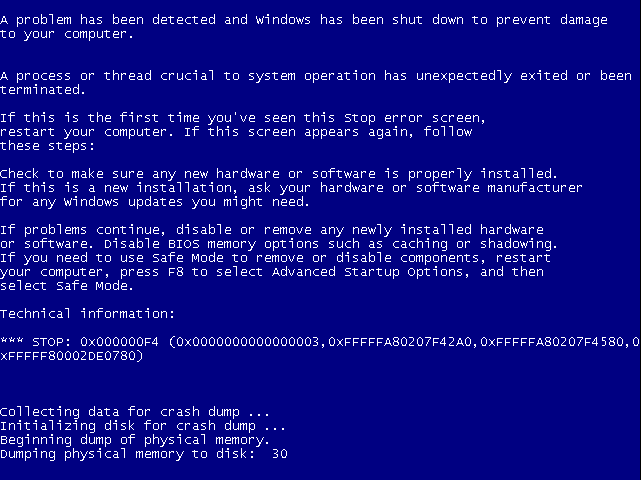
Ejemplo de BSOD en Windows 7 (dominio público)

## Modo XP
Esta característica permite ejecutar un equipo virtual Windows XP de forma transparente para el usuario (la aplicación dentro de la máquina virtualizada se ve como otra opción en el menú de Windows 7 y su ejecución es directa, sin pasar por el menú de inicio del XP virtualizado). Si bien Microsoft ya había liberado MED-V dentro de su paquete MDOP, que cumple la misma función en entornos Hyper-V, esta es una solución orientada a usuarios avanzados y pequeñas empresas que no necesitan herramientas para administración centralizada. La funcionalidad se debe descargar de forma independiente en el sitio web de Microsoft Virtual PC, aunque requiere una licencia válida de las ediciones Professional, Ultimate y Enterprise de Windows 7. Asimismo, el «modo XP» en un principio requiere procesadores con capacidad de virtualización por hardware, a diferencia del anterior Virtual PC 2007 o Virtual PC 2008, pero mediante una actualización desde Windows Update se puede ejecutar el «modo XP» en ordenadores sin virtualización por hardware.

## Compatibilidad
Las versiones cliente de Windows 7 se lanzaron en versiones para arquitectura 32 bits y 64 bits en las ediciones Home Basic, Home Premium, Professional y Ultimate. No obstante, las versiones servidor de este producto fueron lanzadas exclusivamente para arquitectura 64 bits.
Esto significa que las versiones cliente de 32 bits aún soportan programas Windows 16 bits y MS-DOS. Y las versiones 64 bits (incluidas todas las versiones de servidor) soportan programas tanto de 32 como de 64 bits.

## Eliminadas
Algunas características o programas que formaban parte de Windows Vista fueron eliminados o cambiados; estos incluyen el tema clásico del menú inicio, algunas funciones de la barra de tareas, Explorador de Windows, Reproductor de Windows Media, Extras para Windows Ultimate, botón de búsqueda y el juego InkBall. Además, los programas Windows Mail, Windows Calendar, Windows Movie Maker y Windows Photo Gallery, los cuales eran incluidos también en Windows Vista fueron eliminados, y Microsoft los puso a disposición a modo de descarga en el paquete de servicios en Windows Live Essentials. Esto se decidió así para facilitar las actualizaciones de estos programas, aligerar el sistema operativo, dejar escoger al usuario las aplicaciones que quiere tener en su equipo y evitar futuras demandas por monopolio.

## Actualizaciones

### Service Pack 1

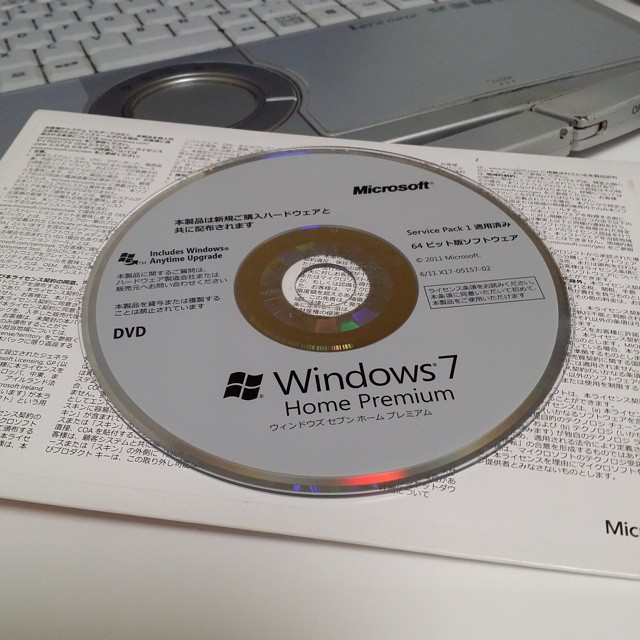
Windows 7 SP1 64bit Home Premium DVD-ROM

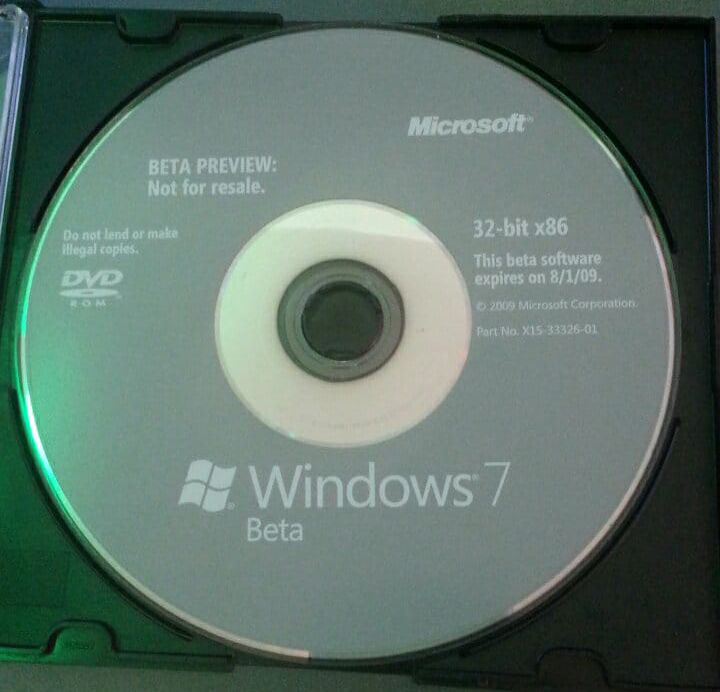
Windows 7 beta

El primer Service Pack (SP1) de Windows 7 fue anunciado por primera vez el 18 de marzo de 2010. Más adelante ese año, el 12 de julio, se publicaría una versión beta. Microsoft confirmó que dicho service pack tendría poca trascendencia en comparación con otros service packs disponibles para versiones anteriores de Windows, particularmente Windows Vista, por lo que este service pack corrige principalmente algunos errores y problemas de seguridad encontrados anteriormente en la versión RTM de Windows 7 mejorando algo igualmente la estabilidad, compatibilidad y rendimiento del sistema. Cabe mencionar que un cambio notable es que la red Wi-Fi predeterminada al equipo carga durante el inicio del sistema, por lo que internet está disponible desde el momento que aparece el escritorio.
Para el 26 de octubre de 2010, Microsoft publicó de manera oficial una versión Release Candidate del Service Pack 1 para Windows 7, con un número de versión "6.1.7601.17105". Después, el 9 de febrero de 2011, Microsoft publicó la versión terminada y final (RTM) del Service Pack 1 para Windows 7 y Windows Server 2008 R2 a sus socios OEM, con un número de versión "6.1.7601.17514.101119-1850". Tras esto, el 16 de febrero, se haría disponible para suscriptores de los servicios MSDN y TechNet, así como clientes de licencias por volumen. Finalmente, el 22 de febrero, el Service Pack 1 se hizo disponible de forma generalizada para ser descargado desde la página del centro de descargas de Microsoft, así como también mediante el servicio de actualizaciones automáticas Windows Update. También está disponible de forma integrada en todos los ISOs de todas las ediciones de Windows.

### Windows Management Framework 5.0
Esta actualización incluye mejoras en Windows PowerShell, Windows PowerShell Desired State Configuration (DSC), Windows Remote Management (WinRM) y Windows Management Instrumentation (WMI). Fue lanzada el 24 de febrero de 2016.

### Actualización de Plataforma
La Actualización de plataforma o Platform Update para Windows 7 SP1 y Windows Server 2008 R2 SP1 fue liberada el 26 de febrero de 2013, después de la versión preliminar liberada el 5 de noviembre de 2012. Es también incluida con Internet Explorer 10 para Windows 7. Incluye varias mejoras en Direct2D, DirectWrite, Direct3D, Windows Imaging Component (WIC), Windows Advanced Rasterization Platform (WARP), Windows Animation Manager (WAM), API para Documentos XPS, el Decodificador de Vídeo H264 y JPEG XR decoder.

### Asistente de limpieza de discos
En octubre de 2013, se lanzó el complemento Asistente de limpieza de discos, que permite a los usuarios eliminar actualizaciones obsoletas de Windows en Windows 7 SP1, reduciendo así el tamaño del directorio WinSxS. Algunas características incluidas en esta actualización eran originalmente encontradas solo en Windows 8.

### Actualización de Conveniencia
En mayo de 2016, Microsoft lanzó una "Actualización de Conveniencia para Windows 7 SP1 y Windows Server 2008 R2 SP1", que contiene todos los parches publicados entre el lanzamiento del SP1 y abril de 2016. El rollup no está disponible a través de Windows Update y debe descargarse manualmente a través del Catálogo de Microsoft Update. Este paquete también se puede integrar en una imagen de instalación de Windows 7. Desde octubre de 2016, todas las actualizaciones de seguridad y confiabilidad son acumulativas. Ya no es posible descargar e instalar actualizaciones que aborden problemas individuales, pero la cantidad de actualizaciones que se deben descargar para actualizar completamente el sistema operativo se reduce significativamente.

### Actualizaciones mensuales (Julio de 2016 - Enero de 2020)
En junio de 2018, Microsoft anunció que estaba migrando Windows 7 a un modelo de actualizaciones mensuales, iniciando a partir de septiembre de ese año. Siguiendo este nuevo modelo, las actualizaciones no llegarían a los usuarios apenas estuviesen disponibles, sino que en su lugar, solo dos paquetes de actualización serían lanzados el segundo martes de cada mes hasta el final del soporte de Windows 7: un paquete que contenía actualizaciones de calidad y seguridad, y otro más pequeño que contenía solo parches de seguridad. Los usuarios podrían luego seleccionar cuál paquete preferían instalar cada mes. Más adelante, cerca del fin de mes, se lanzaría otro paquete que era una vista previa del paquete acumulativo de actualizaciones de seguridad y calidad del próximo mes.
Microsoft anunció en julio de 2019 que los servicios de Microsoft Internet Games en Windows XP y Windows ME finalizarían el 31 de julio de 2019 (y para Windows 7 el 22 de enero de 2020).
Los últimos paquetes acumulativos de actualizaciones de seguridad no extendidas se lanzaron el 14 de enero de 2020, el último día en que Windows 7 tuvo soporte extendido.

### Fin de soporte
El 14 de enero de 2020, el soporte de Windows 7 finalizó y Microsoft dejó de proporcionar actualizaciones o correcciones de seguridad después de esa fecha, excepto para los suscriptores del programa de Actualizaciones de seguridad extendidas (ESU) de Windows 7, que pudieron recibir actualizaciones de seguridad hasta el 10 de enero de 2023. Sin embargo, se emitieron dos actualizaciones para usuarios no pertenecientes al programa:
- En febrero de 2020, Microsoft lanzó una actualización a través de Windows Update para solucionar un problema de fondo de pantalla negro causado por la actualización de enero de 2020 para Windows 7.[21]
- En junio de 2020, Microsoft lanzó una actualización a través de Windows Update para implementar el nuevo Microsoft Edge basado en Chromium en máquinas con Windows 7 y 8.1 que no están conectadas a Active Directory.[22]

En un documento de soporte, Microsoft declaró que se mostraría una notificación de advertencia de actualización en pantalla completa en las PC con Windows 7 en todas las ediciones, excepto en la edición Enterprise, después del 15 de enero de 2020. La notificación no aparece en las máquinas conectadas a Active Directory, máquinas en modo quiosco o máquinas suscritas a ESU.
En enero de 2023, la versión 109 de Microsoft Edge basado en Chromium se convirtió en la última versión de Microsoft Edge compatible con Windows 7, Windows 8/8.1, Windows Server 2012 y Windows Server 2012 R2. Además de esto, varios otros navegadores web basados en el código base Chromium también dejaron de admitir estos sistemas operativos después de la versión 109, esto incluía el popular navegador web Google Chrome (que originó el motor web Chromium), así como otros navegadores web que utilizan el mismo motor, como Opera. Sin embargo, existe un proyecto derivado con nombre Supermium, el cual continúa manteniendo su soporte para versiones anteriores a Windows 10, lo que incluye, por supuesto, a Windows 7. Por otra parte, Mozilla prometió a principios de 2025 que la edición ESR de Firefox 115 soportaría Windows 7, 8 y 8.1 al menos hasta septiembre de ese mismo año.
Otro caso resaltante es el de la plataforma de videojuegos Steam, la cual abandonó por completo el soporte para Windows 7, 8, y 8.1 a partir del 1 de enero de 2024.

### Actualización a Windows 10
Microsoft ha empezado a actualizar usuarios de Windows 7 a Windows 10 sin su permiso. Pero dado que solo durante un año esto será posible (2015-2016). Microsoft no ve problema alguno. Sin embargo, esto fue muy criticado por muchos usuarios. En junio de 2016, la empresa debió indemnizar con $10 000 a una mujer de California debido a que la fallida actualización dejó inservible su computadora. En diciembre de 2016, el CMO de Microsoft Chris Capossela reconoció que la actualización agresiva a Windows 10 fue un error. El 14 de enero de 2020 Microsoft obliga actualizar a Windows 10 desde Windows 7 para mantener el soporte. No obstante en julio de 2021 Microsoft lanzó una actualización de emergencia para corregir un problema crítico apodado "PrintNightmare". Otros equipos soportaron la actualización, pero con tiempos de arranque y respuesta considerablemente lentos y calentamiento excesivo.

## Ediciones
Existen seis ediciones de Windows 7, construidas una sobre otra de manera incremental, aunque solamente se centrarán en comercializar dos de ellas para el común de los usuarios: las ediciones Home Premium y Professional. A estas dos, se suman las versiones Starter, Home Basic, y Ultimate, además de la versión Enterprise, que está destinada a grupos empresariales que cuenten con licenciamiento Open o Select de Microsoft.
- Starter: Es la versión de Windows 7 con menos funcionalidades. Posee una versión incompleta de la interfaz Aero que no incluye los efectos de transparencia Glass, Flip 3D o las vistas previas de las ventanas en la barra de inicio y además no permite cambiar el fondo de escritorio. Está dirigida a PC de hardware limitado —como netbooks— y procesadores de bajo nivel -como Intel Atom- siendo licenciada únicamente para integradores y fabricantes OEM. Incluye una serie de restricciones en opciones de personalización y de programas, además de ser la única edición de Windows 7 sin disponibilidad de versión para hardware de 64 bits.
- Home Basic: Versión con más funciones de conectividad pero pocas de personalización, Además Es la versión de Windows con Menos Requerimientos aunque su interfaz seguirá siendo incompleta como en la edición Starter. Solo estará disponible para integradores y fabricantes OEM en países en vías de desarrollo y mercados emergentes.
- Home Premium: Además de lo anterior, se incluye Windows Media Center, el tema Aero completo y soporte para múltiples códecs de formatos de archivos multimedia. Disponible en canales de venta minoristas como librerías, tiendas y almacenes de cadena.
- Professional: Equivalente a Vista Business, pero ahora incluye todas las funciones de la versión Home Premium más «Protección de datos» con «Copia de seguridad avanzada», red administrada con soporte para dominios, impresión en red localizada mediante Location Aware Printing Modo,[31] Modo Windows XP y cifrado de archivos. También disponible en canales de venta al público.
- Ultimate: Añade características de seguridad y protección de datos como BitLocker en discos duros externos e internos, Applocker, Direct Access, BranchCache, soporte a imágenes virtualizadas de discos duros (en formato VHD.) y el paquete de opción multilenguaje hasta 35 idiomas.
- Enterprise: Esta edición provee todas las características de Ultimate, con características adicionales para asistir con organizaciones IT. Únicamente se vende por volumen bajo contrato empresarial Microsoft software Assurance. También es la única que da derecho a la suscripción del paquete de optimización de escritorio MDOP. (También denominado como Corporate o Business)
- Ediciones N: Las ediciones N están disponibles para actualizaciones y nuevas compras de Windows 7 Home Premium, Professional y Ultimate. Las especificaciones son las mismas que sus versiones equivalentes, pero no incluyen software multimedia (codécs de audio, códecs de vídeo y el Reproductor de Windows Media 12). El precio también es el mismo, ya que el reproductor de Windows puede descargarse gratuitamente desde la página de Microsoft.
- Embedded Standard: Es una edición con muy pocas funcionalidades. Está diseñada para máquinas recreativas, cajeros automáticos, etc. (a base de Windows 7 Professional)

## Requisitos de hardware
A finales de abril del 2009 Microsoft dio a conocer los requerimientos finales de Windows 7.
| Arquitectura    | 32 bits (x86) | 64 bits (x64) |
| CPU             | 1 Ghz | 1 Ghz |
| Memoria RAM     | 1 GB de RAM (mínimo) 2 GB de RAM (recomendado)                                                                   | 2 GB de RAM (mínimo) 4 GB de RAM (recomendado)                                                                   |
| Pantalla        | 800x600 (mínimo) 1024x768 (recomendado)                                                                          | 800x600 (mínimo) 1024x768 (recomendado)                                                                          |
| Tarjeta gráfica | Dispositivo de gráficos DirectX 9 con controlador WDDM 1.0 o superior, Windows Aero también req. 128 MB de VRAM. | Dispositivo de gráficos DirectX 9 con controlador WDDM 1.0 o superior, Windows Aero también req. 128 MB de VRAM. |
| Disco duro      | 16 GB de espacio libre                                                                                           | 20 GB de espacio libre                                                                                           |

Opcionalmente, se requiere un monitor táctil para poder hacer uso de Windows Touch, y así acceder a las características multitáctiles de este sistema.

### Límites de procesadores nuevos
En enero de 2016, Microsoft anunció que los futuros procesadores Intel no tendrían soporte para versiones anteriores a Windows 10, en ese momento, el límite de soporte para procesadores Intel Skylake era hasta julio de 2016, y después de la fecha solo se enviará actualizaciones "críticas" que no afecten procesadores más antiguos.
En marzo de 2016, Microsoft ha extendido el soporte para procesadores Intel Skylake hasta julio de 2017, pero en agosto de 2016, Microsoft ha decidido eliminar los límites para procesadores Intel Skylake, lo que significa que el soporte para estos procesadores sería la misma fecha que el soporte extendido, es decir, enero de 2020.
Los procesadores Intel Kaby Lake, AMD Bristol Ridge, AMD Ryzen y Qualcomm 8996 (estos y los futuros procesadores) solo serían compatibles con Windows 10.

## Acogida
En julio de 2009, tras solo ocho horas, la demanda de reservas de Windows 7 en Amazon.co.uk sobrepasó la demanda que tuvo Windows Vista en sus primeras 17 semanas. Con ello, se convirtió en el producto con mayor cantidad de reservas en la historia de Amazon, sobrepasando en ventas al anterior récord, el último libro de Harry Potter. En Japón y tras 36 horas, las versiones de 64 bits de las ediciones Professional y Ultimate de Windows 7 se agotaron totalmente. Dos semanas después del lanzamiento, se anunció que su cuota de mercado sobrepasó totalmente la de Snow Leopard, la más reciente actualización del sistema operativo Apple Mac OS X, el cual fue lanzado dos meses antes. De acuerdo con Net Applications, Windows 7 alcanzó un 4 % de cuota de mercado en menos de tres semanas; en comparación, le tomó a Windows Vista siete semanas en alcanzar la misma meta. El 29 de enero de 2010, Microsoft anunció que habían vendido más de 60 millones de licencias de Windows 7. En diciembre de 2010, Windows 7 estaba instalada en 1 de cada 4 computadoras y ya había superado con ventaja a Windows Vista. Para septiembre de 2012, Windows 7 logró sobrepasar la cuota de mercado de Windows XP al llegar al 46,60 %. Además, el poco éxito de su sucesor Windows 8 y el final de soporte técnico de Windows XP en abril de 2014 hizo que muchas empresas y usuarios decidieran migrar o quedarse en Windows 7. En consecuencia, para junio de 2015, el sistema llegó a su máxima cuota de mercado con un porcentaje de 60,98 %.

### Recepción crítica
Las evaluaciones hechas a Windows 7 fueron en su mayoría positivas, destacando su facilidad de uso en comparación con su predecesor, Windows Vista. CNET le dio a Windows 7 Home Premium una puntuación de 4,5 sobre 5 estrellas, señalando que «es más de lo que Vista debió ser, [y es] a donde Microsoft necesitaba dirigirse». PC Magazine lo puntuó con 4 de 5 declarando que Windows 7 era «un gran avance sobre Windows Vista, con menos problemas de compatibilidad, una barra de tareas con más herramientas, capacidades de conexión a redes más simples y un arranque más veloz». Maximum PC le dio a 7 una puntuación de 9 sobre 10 y llamó a Windows 7 un «enorme salto hacia adelante en usabilidad y seguridad», destacando la nueva barra de tareas declarando que «paga por sí sola el precio de entrada». PC World denominó a Windows 7 como un «sucesor digno» de Windows XP y declaró que las pruebas de velocidad mostraban a Windows 7 ligeramente más rápido que Windows Vista. PC World también consideró a Windows 7 como uno de los mejores productos del año. En su evaluación de Windows 7, Engadget declaró que Microsoft había tomado un «fuerte paso hacia adelante» con Windows 7 y reportó que la velocidad de Windows 7 era una característica de importancia, particularmente en ventas de equipos tipo netbook. También, los diarios estadounidenses New York Times, USA Today, The Wall Street Journal, y The Telegraph le dieron evaluaciones favorables.

### Regulación antimonopolio
Para cumplir con las regulaciones antimonopólicas de la Unión Europea, Microsoft propuso el uso de una «pantalla de elección» (en inglés ballot screen), permitiendo a los usuarios desactivar, descargar e instalar o seleccionar como predeterminado a cualquier navegador web, con ello eliminando la necesidad de editar una edición de Windows sin Internet Explorer (previamente denominada «Windows 7 E»). La pantalla de elección llegó en respuesta a críticas sobre Windows 7 E, además de preocupaciones dadas a conocer por fabricantes y ensambladores sobre la posibilidad de confusión de algunos usuarios si una versión de Windows 7 con Internet Explorer sería vendida junto con una que no lo tuviese; por ello, Microsoft anunció que descartaría versiones especiales para Europa y que se distribuirían los mismos paquetes estándares y de actualización que en otras partes del mundo.
Al igual que con versiones anteriores de Windows, se publicó una edición «N» de Windows 7 (la cual no incluye Windows Media Player) en Europa, aunque solo está disponible a la venta desde la tienda en línea de Microsoft o mediante ofertas de socios específicos.

### Campaña «Windows 7 Pecados» (Windows 7 Sins)
En agosto de 2009, la organización Free Software Foundation (Fundación para el Software Libre) lanzó una campaña informativa denominada en inglés Windows 7 Sins (juego de palabras que en español tendría el doble sentido de «Los 7 pecados de Windows» o «Windows 7 peca») acerca de cómo este nuevo sistema operativo de Microsoft da un posible nuevo paso para el control sobre los derechos de los usuarios, además de enviar cartas por correspondencia con destino a 499 compañías que se encontraban en el 2009 en el listado Fortune 500 (omitiendo a Microsoft Corporation) a manera de protesta pública.